# Женщины сумерек
«Женщины сумерек» (англ. Women of Twilight), также (англ. Twilight Women) — социальная драма режиссёра Гордона Перри, которая вышла на экраны в 1952 году.
Фильм основан на одноимённой пьесе 1951 года Сильвии Рейман (англ. Sylvia Rayman). В картине рассказывается о частном пансионе, которым управляет Хелен Аллистер (Фрида Джексон). В этом заведении в суровых условиях содержатся молодые одинокие женщины, которые либо только что родили, либо ожидают ребёнка. Среди них беременная Вивиенн Брюс (Рене Рэй), друг которой приговорён к смерти за убийство, молодая мать Кристин Рэлстон (Лоис Максвелл), которая только что родила в отсутствие мужа, Рози Гордон (Джоан Даулинг), у которой Хелен забрала ребёнка в клинику, беременные Ольга Ламберт (Дора Брайан) и Вероника (Мэри Джермейн), а также Сэлли (Дороти Гордон), которая недавно потеряла в пансионе ребёнка и теперь работает там прислугой. Когда Вивиен узнаёт, что Хелен за спиной девушек занимается незаконной передачей их детей на усыновление, в дело вмешивается полиция и разоблачает преступный бизнес.
Несмотря на то, что благодаря своей острой социальной тематике фильм в своё время привлёк повышенное внимание публики и имел коммерческий успех, критики не были от него в восторге, и сегодня он смотрится довольно неинтересно из-за слабого сценария, невыразительной постановки и невыдающейся актёрской игры.

## Сюжет
Молодая женщина Вивиен Брюс (Рене Рэй) состоит в отношениях с певцом из ночного клуба и дамским угодником Джерри Ноланом (Лоренс Харви). После очередного выступления в клубе полиция арестовывает Джерри по обвинению в убийстве богатой любовницы. В тот же день информация об этом попадает в газеты, после чего владелец дома просит Вивиен освободить квартиру. Узнавая её по фото в газете, несколько арендодателей отказываются сдавать ей жильё. Наконец, она находит комнату в женском пансионе, хозяйка которого Хелен Аллистер (Фрида Джексон) принимает у себя молодых одиноких женщин, которые ожидают ребёнка или только что родили. Вскоре там же поселяется Кристин Рэлстон (Лоис Максвелл), молодая женщина с грудным ребёнком, которого Хелен сразу же передаёт на попечение своей помощнице Джесс Смитсон (Вида Хоуп). Обеих матерей селят в полуподвальной проходной комнате, в то время как дети в люльках содержатся в отдельной комнате на втором этаже. Кристин не устраивают условиями проживания, но так как другого варианта для одинокой матери с ребёнком нет, она вынуждена смириться. Вскоре девушки знакомятся с другими постоялицами пансиона, Рози Гордон (Джоан Даулинг), которая ожидает ребёнка, и немкой Лилли (Ингеборг фон Кассероу), которая вскоре собирается уезжать с ребёнком. Когда Вивиен говорит по телефону с адвокатом Джерри, у неё возникает стычка с Джесс, и их разнимает Хелен. Рози, Лилли и Джесс кажутся утончённой Кристин слишком вульгарными, и она пытается подружиться с Вивиен. Она признаётся ей, что не замужем, а её парень не может вернуться сейчас из Америки, так как боится потерять работу. Вивиен утешает Кристин, заявляя, что в этом заведении им по крайней мере, предоставили крышу над головой и минимальные удобства.
На следующий день в здании суда журналист предлагает Вивиен пятьсот фунтов за историю о Джерри, но она отказывается. В пансионе ещё одна молодая женщина Ольга Ламберт (Дора Брайан), которая каждый вечер уходит в город, предлагает Кристин познакомить её с каким-нибудь парнем, пока не вернулся её жених, но та отказывается. К разговору присоединяется Вероника (Мэри Джермейн), ещё одна молодая женщина, которая ждёт ребёнка и считает, что ей не место в этом пансионе. В гостиной появляется также Сэлли (Дороти Гордон), умственно отсталая молодая женщина, которую Джесс отправляет следить за детьми. Возвращается плачущая Рози, у которой в клинике забрали ребёнка якобы на лечение. Хелен требует, чтобы Сэлли привела себя в порядок, а сама тем временем пишет письмо в клинику. Вивиен приходит из суда, сообщая Кристин, что Джерри признали виновным. Немного придя в себя, Вивиен признаётся, что никогда не хотела этого ребёнка, но хотела быть с Джерри. Рози обвиняет Джесс в том, что та плохо ухаживала за её ребёнком, и потому тот попал в клинику. Джесс даёт ей пощёчину, в ответ Рози обвиняет её в том, что та только делает вид, что на стороне девушек, а на самом деле замешана в тайных грязных делах. Джесс толкает Рози, заставляя её заниматься уборкой перед визитом службы благосостояния. Кристин говорит Джесс, что если та ещё хоть раз поднимет руку на Вивиен, она выбьет ей все зубы. Вивиен выходит в гостиную в поисках своего браслета, но не может его найти. Джесс рассказывает, что видела, как Рози подобрала что-то с пола и спрятала в карман. Хелен находит у Рози браслет и возвращает его Вивиен. Хелен говорит Рози, что её могут осудить за кражу, но Вивиен заявляет, что не собирается никого ни в чём обвинять. Хелен рвёт письмо в клинику. Оставшись наедине, Хелен предлагает Вивиен организовать ей роды у знакомой медсестры в частном порядке, если она боится проблем в обычной больнице. В счёт оплаты услуг Хелен предлагает Вивиен поработать в пансионе помощницей по хозяйству. Заподозрив, что Хелен продаёт детей от одиноких матерей, Вивиен отказывается от её предложения. Она также повторно отказывается продавать в газету историю о своих отношениях с Джерри. Под угрозой выставить её из пансиона Хелен забирает себе браслет Вивиен, поручая Джесс продать его через некоторое время. Вивиен приходит в тюрьму на встречу с Джерри, который раздражён и напуган. Она благодарит его за всё, и он уходит. В пансионе Кристин получает письмо от своего парня, который вскоре должен вернуться в Англию. Лили прощается с Хелен и уезжает на родину в Германию с грудной девочкой, которую называет «мой маленький сувенир из Англии».
Получив телеграмму от прибывающего вскоре жениха, Кристин собирается встретить его и просит Вивиен последить за её маленьким сыном Кристофером. Некоторое время спустя Вивиен заходит к Хелен, выражая беспокойство по поводу состояния Кристофера, и просит вызвать врача. Джесс говорит Вивиен, чтобы та не волновалась по поводу Кристофера. Вероника жалуется, что устала каждый вечер прибегать в пансион, чтобы укладывать свою девочку. Вивиен объясняет Веронике, что у неё не будет счастья с её женатым ухажёром, и обе женщины мечтают о хорошем муже. Возвращается счастливая Кристин, сообщая, что завтра покидает пансион навсегда. Хелен говорит ей, что ребёнок заболел. Увидев это, Кристин хочет вызвать врача, но Хелен просит её обождать до завтрашнего утра, тем более, что телефон в пансионе не работает. Когда маленький Кристофер теряет сознание, Хелен обвиняет в этом Вивиен. Кристин уходит за врачом, доверяя ребёнка Вивиен. Вскоре той кажется, что ребёнок умирает. Вероника вызывает Хелен, которая заявляет, что ребёнок умер. Она хочет его забрать, но Вивиен не выпускает его из своих рук. Джесс обвиняет Хелен в том, что у той такой случай уже не первый. Хелен требует не поднимать шума и сделать всё тихо.
На выходные все девушки разъезжаются из пансиона, оставляя там лишь Вивиен и Сэлли. Сэлли говорит, что привезли новую кроватку, вероятно, для ребёнка Вивиен. Затем Сэлли рассказывает, что три-четыре года назад у неё тоже был ребёнок, которого похоронили в саду, и Хелен сказала держать это в тайне. Сэлли рассказывает, что перед родами Хелен отвезла её в загородный коттедж, а после родов вернула обратно в пансион. Её мальчик Фрэнки постоянно падал, и однажды Хелен ударила его палкой, и когда он упал, Хелен объявила, что он умер. Хелен заставила Сэлли спрятать тело Фрэнки в саду, пугая её тем, что девушки вроде неё не могут иметь детей, и её отправят в тюрьму. Как рассказывает Сэлли, в комнате наверху, где держат новорождённых детей, были и другие дети. Также туда приходили приличные леди, у которых не было собственных детей, и они забирали их, но Хелен запретила Сэлли об этом кому-либо говорить. Вивиен уговаривает Сэлли рассказать обо всём полиции, но та отказывается, опасаясь, что её посадят в тюрьму, но готова показать, где похоронили Фрэнки. Вивиен встаёт с постели и одевается, чтобы сходить в сад. В этот момент из своей комнаты выходит Хелен, отправляя Сэлли в её комнату. Хелен заявляет, что Сэлли время от времени несёт всякую чепуху, на которую не следует обращать внимание. Затем Хелен угрожает Вивиен, чтобы та не вмешивалась в её дела, иначе ей будет хуже. Но Вивиен отвечает, что ей уже нечего терять, и потому она не боится Хелен. Вивиен поднимается из подвала по лестнице, чтобы выйти на улицу. Когда она говорит, что пойдёт в полицию, Хелен сталкивает её с лестницы. Далее Хелен говорит, что свидетелей произошедшего нет. Когда Вивиен обнаружат, Хелен выдаст следующую версию: Последний раз она видела Вивиен, когда та была в кровати. Затем Вивиен встала, чтобы налить себе воды и упала с лестницы. В этот момент Хелен была в своей комнате и ничего слышала. Бросив Вивиен, Хелен разворачивается и уходит, закрывая за собой дверь.
Некоторое время спустя в пансион возвращается Ольга, которая, увидев Вивиен на полу без сознания, срочно звонит врачу. Врач приезжает вместе с медсестрой (Бетти Хендерсон), констатируя, что состояние Вивиен пока тяжёлое, хотя она успешно родила девочку. Хелен не даёт увезти Вивиен в городскую больницу, утверждая, что та сама на этом настаивала, чтобы никто не узнал, кто она такая. Услышав о том, что произошло, в пансион приезжает Крис. Хелен говорит Крис, что Вивиен очень плоха и может быть вообще не придёт в сознание, так что к ней сейчас нельзя. Появившаяся Джесс наоборот заявляет, что Вивиен чувствует себя более или менее сносно и больше всего хотела бы видеть Крис. Хелен требует не верить ей, утверждая, что Вивиен говорила, что не хочет жить. Ольга же заявляет, что Вивиен собирается встать на ноги как можно скорее. Крис обвиняет Хелен в том, что это она хочет, чтобы Вивиен умерла. В комнату входит медсестра, которая, увидев Крис, приглашает её зайти в комнату к Вивиен. Что касается Хелен, то, по словам медсестры, Вивиен её боится и не хочет видеть. Сестра уже знает от Вивиен о смерти мальчика по имени Фрэнки и о смерти ребёнка Крис, и собирается во всём этом разобраться. Тем временем Вивиен, испуганная, что Хелен отослала медсестру, встаёт с кровати, и медсестра вместе с Крис бегут к ней и укладывают обратно. Когда в комнату входит Хелен в сопровождении Джесс и Ольги, Вивиен заявляет, что Хелен хотела убить её. Вивиен тяжело, она не может больше говорить и просит расспросить обо всём Сэлли. Медсестра заявляет, что Вивиен уже всё ей рассказала, и что она уже вызвала полицию. Хелен швыряет Вивиен обратно её браслет. Ольга уверена, что полиция выдвинет против Хелен обвинение в убийстве. Не желая иметь дело с полицией и выступать в защиту Хелен, Джесс заявляет о своём увольнении и тут же покидает пансион. Приезжает полиция, которая задерживает Хелен. Крис говорит Вивиен, что у неё больше не может быть детей. Но она и муж очень любят детей. Его направляют в Австралию, где у них будет собственный дом. Они обсуждали усыновление ребёнка, и Крис уверяет, что будет очень любить ребёнка Вивиен. Вивиен говорит, что для неё лучше и быть не может, если ребёнок будет носить имя Кристин и жить в её прекрасной семье. Кристин берёт ребёнка на руки и улыбается.

## В ролях
- Фрида Джексон — Хелен Аллистер
- Рене Рэй — Вивиен Брюс
- Лоис Максвелл — Кристин Рэлстон
- Лоренс Харви — Джерри Нолан
- Вида Хоуп — Джесс Смитсон
- Джоан Даулинг — Рози Гордон
- Дора Брайан — Ольга Ламберт
- Дороти Гордон — Сэлли
- Ингеборг фон Кассероу — Лилли
- Мэри Джермейн — Вероника
- Клэр Джеймс — Молли
- Бетти Хендерсон — медсестра

## Пьеса и история театральных постановок
Пьеса британской писательницы Сильвии Рейман (англ. Sylvia Rayman) «Женщины сумерек» (англ. Women of Twilight) была впервые поставлена 30 июля 1951 года в театре Regent в Хейсе, Хиллингтон, Лондон. Следующая постановка была осуществлена в театре Embassy в лондонском районе Суисс-коттедж. Наконец, с 7 ноября 1951 года по 19 апреля 1952 года этот спектакль выходил на сцене театра Vaudeville в Вест-Энде. Затем спектакль был отправлен в турне по стране и в то же самое время была снята киноверсия. Спектакль снова вышел в Лондоне в Victoria Palace 18 июня 1952 года. Он шёл дважды в день, и роль Хелен Аллистер в нём играла Фрида Джексон, которая сыграла эту роль и в фильме, который на тот момент ещё не вышел на экраны. Затем последовало ещё одно турне по стране, спектакль также пользовался популярностью в региональных репертуарных театрах, и Фрида Джексон продолжала играть роль Хелен большую часть 1954 года. В лондонских постановках 1951—1952 годов играли также Рене Рэй, Вида Хоуп и Бетти Хендерсон, которые исполнили свои театральные роли и в фильме.
Рене Рэй в 1951—1952 годах сыграла Вивиен Брюс в театре почти 450 раз, прежде чем сыграть его в киноверсии. К тому времени он уже снялась в таких фильмах, как «Возвращение с третьего этажа» (1935), «Его светлость» (1936), «Зеленый какаду» (1937) и «Возвращение лягушки» (1938). Она также сыграла в криминальных драмах «Они сделали меня беглецом» (1947), «Добро умирает в зародыше» (1954) и «Порочный круг» (1957). В 1975 году Рене Рэй вышла замуж за Джорджа Сент-Джона Бродерика, 2-го графа Мидлтона (англ. George St John (Brodrick), 2nd Earl of Midleton, MC), с которым прожила до его смерти в 1979 году.
В марте 1952 года пьесу поставили в Нью-Йорке в театре Plymouth 3 марта 1952 года, но 8 марта после всего восьми представлений она закрылась.

## История создания и проката фильма
При переработке пьесы для фильма в неё был внесён ряд изменений. В частности, появился персонаж Джерри Нолан, приговорённый к смерти любовник Вивиен, роль которого сыграл популярный в дальнейшем актёр Лоуренс Харви, кроме того, героиню по имени Лора заменила немецкая обитательница пансиона Лилли.
Съёмки фильма проходили на студии Gate Studios в Борэмвуде, Хартфордшир, Великобритания.
Британский совет киноцензоров подверг некоторые реплики персонажей цензуре. Чтобы получить сертификат «Х», создателям фильма пришлось изменить несколько фраз. В частности, вместо «вы, мерзкие маленькие ублюдки» появилась реплика «вы, мерзкие маленькие отродья», вместо «ты, маленькая ханжеская сучка» — «ты, маленькая ханжеская дурочка», а вместо «меня изнасиловали» — «мной воспользовались».
Показ фильма для прессы состоялся 4 ноября 1952 года, премьера состоялась 15 января 1953 года в Лондоне, а в широкий прокат в Великобритании фильм вышел 23 февраля 1953 года. В США фильм вышел на экраны 15 мая 1953 года.
Как написал историк кино Дерек Виннерт, «острая тематика картины принесла свои плоды. Фильм стал настоящим хитом для продюсерской компании Romulus Films и дистрибьютора British Lion Films». При бюджете в 49 216 фунтов стерлингов они заработали в прокате 154 620 фунтов стерлингов.

## Оценка фильма критикой
После выхода картины обозреватель «Дейли Телеграф» Кэмпбелл Диксон дал ей следующую оценку: «Это исследование условий, в которых живут незамужние матери, рожают своих детей и нередко наблюдают, как они умирают, является убедительным, отвратительным, тревожащим и, возможно, не таким уж чрезмерным, как думают некоторые хорошие, беззаботные люди. Если это поможет пробудить общественное сознание и повысить бдительность чиновников, это будет оправдано». Со своей стороны, Харрис Динс в лондонской газете The Sunday Dispatch охарактеризовал фильм как «исследование низменной жизни и безнравственности на русский манер». По его словам, «дом, полный несчастных незамужних матерей, вызовет сочувствие у всех, кроме самых придирчивых. Многие актёры из оригинального актёрского состава повторяют свои очень похожие роли на экране. Если цель трагедии — очистить душу жалостью, то это действительно великий трагический фильм».
Профессиональный британский еженедельник Monthly Film Bulletin написал, что «эта грязная история была рассказана в неизобретательной, неловкой манере, с акцентом на сенсационность… Фильм, из которого следует, что он выполнил общественный долг, доведя эти неприятные факты до сведения общественности, мог бы добиться большего успеха, если бы отказался от бессмысленных начальных сцен в ночном клубе Сохо и представил эпизод, показывающий, какие социальные услуги доступны незамужней матери. Но „Женщины сумерек“, первый британский фильм, получивший от цензора сертификат „Х“, пожалуй, едва ли отличается правдивостью жизни».
Как пишет современный историк кино Дэн Стампф, «фильм посвящен „социальной проблеме незамужней матери“ и является первым фильмом британского производства, получившим сертификат X», Как далее отмечает критик, «сейчас в это трудно поверить, но пятьдесят лет назад незамужнее материнство было позорным клеймом, примерно равносильным судимости. На самом деле, дом для будущих родителей-одиночек в этом фильме довольно похож на тюрьму с ее коррумпированной начальницей/хозяйкой, её продажными и ненормальными приспешницами, а также разными крутыми девчонками, бродягами и напуганными невинными девушками, оказавшимися на её попечении».
По словам киноведа Дерека Виннерта, это «некогда вызывавший споры, а ныне ничем не примечательный фильм… Если в нём и есть что-то примечательное, то только то, что это был первый британский фильм, получивший только что введённый сертификат X, обозначающий, что это фильм только для взрослых, по-видимому, потому, что он посвящен „социальной проблеме незамужней матери“». Виннерт полагает, что фильм предпринимает попытку встряхнуть и изменить исторически существовавшую ситуацию. «Он проливает свет на многие взгляды, предрассудки и амбиции того времени великих перемен в Великобритании. Поэтому он представляет больший интерес с исторической точки зрения, чем как художественное прооизведение». Как фильм, по мнению Виннерта, это, «к сожалению, непривлекательная, дико устаревшая и блёклая британская мелодрама пятидесятых годов… Это довольно скучная драма с неряшливым сценарием и вялой режиссурой, а также с невпечатляющей актёрской игрой. Хотя на самом деле актёрский состав не так и плох, но ему приходится преодолевать слабости сценария Анатоля де Грюнвальда, который основан на очень популярной и скандальной пьесе Сильвии Рейман 1951 года. Актёры приложили все усилия, чтобы не придавать излишней сенсационности спорной в то время теме, но фильм всё равно был в этом обвинён».
С другой стороны, Стампф отметил, что истории героинь фильма «обыгрываются с удивительным умом и состраданием», в том числе, благодаря «довольно хорошему» сценарию Анатоля де Грюневальда. И хотя «в фильме нет прямой социальной критики, показ в нём женщин, ставших жертвами морального кодекса общества, не оставляет сомнений в том, на чьей стороне мы должны быть». Стампф также обратил внимание на странное вступление фильма, в котором показаны лица главных героинь, которые «устрашающе наплывают друг на друга». Кроме того, критика удивило «мимолетное присутствие молодого Лоуренса Харви в роли дамского угодника. Вид и звук этого явно вызывающего ненависть персонажа, очаровывающего дам и распевающего песни о любви явно дублированным баритоном, вызывает недоверие».
Виннерт обращает внимание, что значительную роль в картине сыграла известная в дальнейшем актриса Лоис Максвелл. У неё была богатая карьера, но более всего она известна по роли мисс Манипенни в шестнадцати фильмах о Джеймсе Бонде 1962—1985 годов. Как отмечает Виннерт, «это не идеальная роль ни для Лоис Максвелл, ни для Лоуренса Харви, оба чувствуют себя неуютно. Но, справедливости ради следует отметить, что Рене Рэй симпатично исполняет роль девицы в беде Виванн Брюс, а Фрида Джексон интересно разрабатывает свой обычный образ безжалостной женщины».